# Sævar Jónsson
Pour les articles homonymes, voir Jónsson.
Sævar Jónsson, né le 22 juillet 1958, est un footballeur islandais.
Il évoluait au poste de défenseur. Il compte 69 sélections en équipe nationale d'Islande.

## Biographie

### En club
Jónsson commence sa carrière à Valur, en Islande. Il part en 1981 en Belgique et joue pendant quatre saisons au Cercle Bruges.
Il rentre alors à Valur d'où il retente sa chance en Europe continentale, en Norvège puis en Suisse. Il revient définitivement à Valur en 1988, année où il est nommé joueur islandais de l'année. Il arrête sa carrière sportive en 1993.
Avec le club de Valur, il remporte quatre championnats d'Islande et quatre Coupes d'Islande. Il dispute avec cette équipe six matchs en Coupe d'Europe des clubs champions.
Avec le Cercle Bruges, il joue 90 matchs en première division belge et inscrit 5 buts.

### En équipe nationale
Sævar Jónsson reçoit 69 sélections en équipe d'Islande entre 1980 et 1992, inscrivant un but.
Il reçoit sa première sélection en équipe nationale le 2 juin 1980, lors d'une rencontre face au Pays de Galles comptant pour les éliminatoires du mondial 1982. Il marque son seul but avec l'Islande le 10 juillet 1985, à l'occasion d'un match amical face aux îles Féroé (victoire 9-0). Il joue son dernier match le 9 août 1992, en amical contre Israël.
Il officie à 11 reprises comme capitaine de l'équipe nationale islandaise, entre 1986 et 1991.

## Palmarès
- Champion d'Islande en 1978, 1980, 1985 et 1987 avec le Valur Reykjavík
- Vainqueur de la Coupe d'Islande en 1988, 1990, 1991 et 1992 avec le Valur Reykjavík